# Skogstordyvel
Skogstordyvel (Anoplotrupes stercorosus) är en skalbaggsart som beskrevs av Ludwig Gottlieb Scriba 1791. Skogstordyvel ingår i släktet Anoplotrupes och familjen tordyvlar. Arten förekommer i Europa och österut genom Ukraina och Turkiet till östra Sibirien.
I Sverige förekommer skogstordyveln från Skåne och norrut till Lule lappmark.
Skogstordyveln blir 12–20 millimeter lång och kroppen är som hos andra tordyvlar bred och vanligen glänsande svart, ofta med ett inslag av blå, violett eller grön metallglans. Ibland förekommer rödaktiga eller rödgula djur, men dessa är sällsynta. Täckvingarna har mycket grunda men synliga fåror. Mellanrummen mellan dessa fåror är oregelbundet tvärrynkade.
Den bakre kanten på halsskölden är tydligt uppvikt.
Skogstordyveln förekommer främst i skogar, men den kan också förekomma i jordbrukslandskap och hittas ibland även på betesmarker. De fullbildade tordyvlarna påträffas framförallt under försommaren och hösten, men kan ses under hela säsongen. De kan flyga både på dagen och natten.
Ekologisk kan skogstordyveln räknas till grupperna saprotrofer, saprofager och detrivorer, eftersom den lever på ruttna svampar, förmultnande växtdelar, spillning och ruttnande kadaver, till exempel av hjortdjur.
De fullbildade tordyvlarna bildar par och uppvisar omsorg om avkomman genom att gräva ett slags bo, i form av gångar i marken med flera kammare, där äggen läggs, samt genom att gräva ner föda till larverna. Denna kan grävas ned till cirka 30 centimeters djup. Den nya generationen tordyvlar visar sig först nästa sommar, då larvutvecklingen tar ungefär 10 månader.

## Bildgalleri

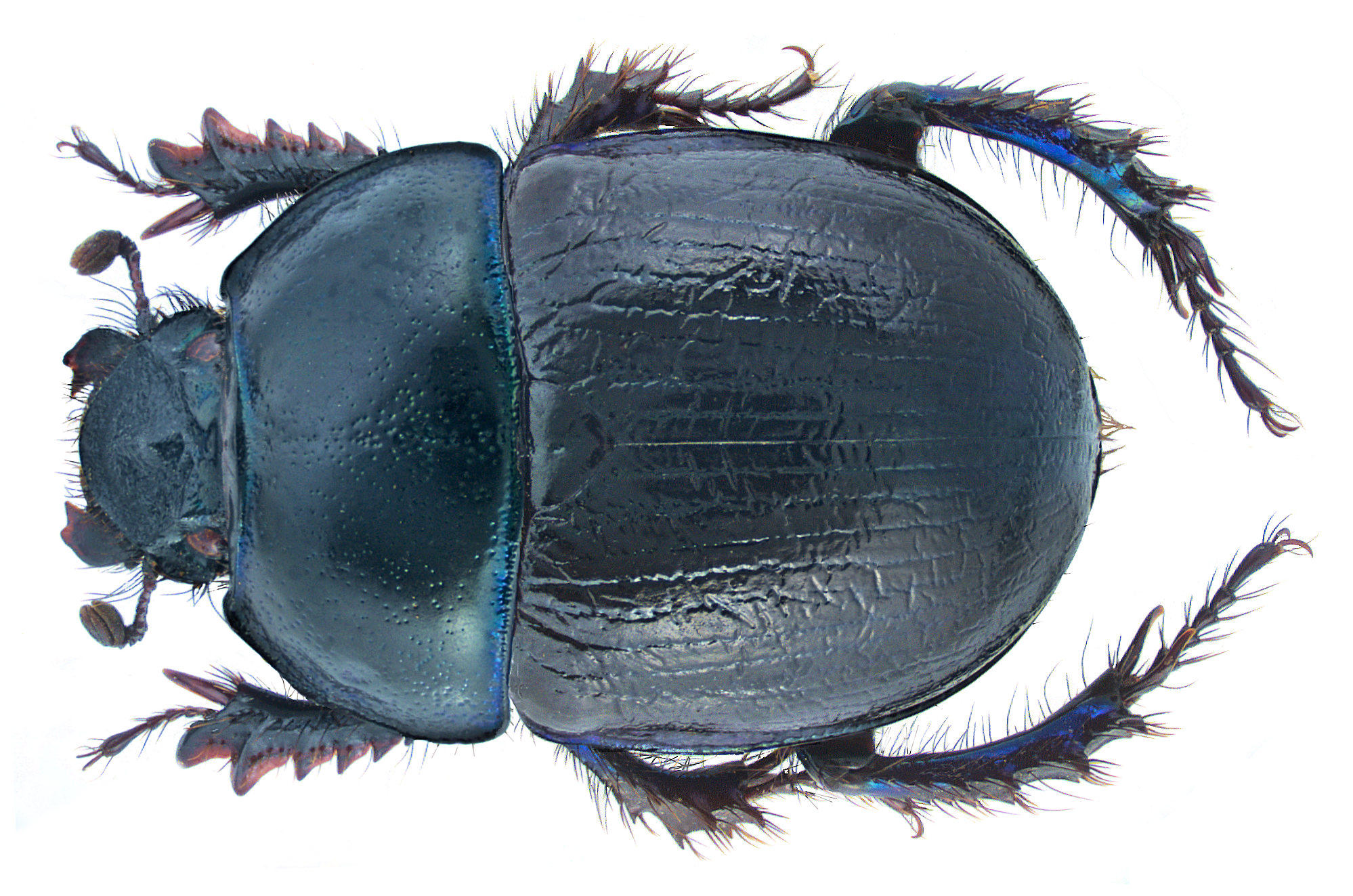
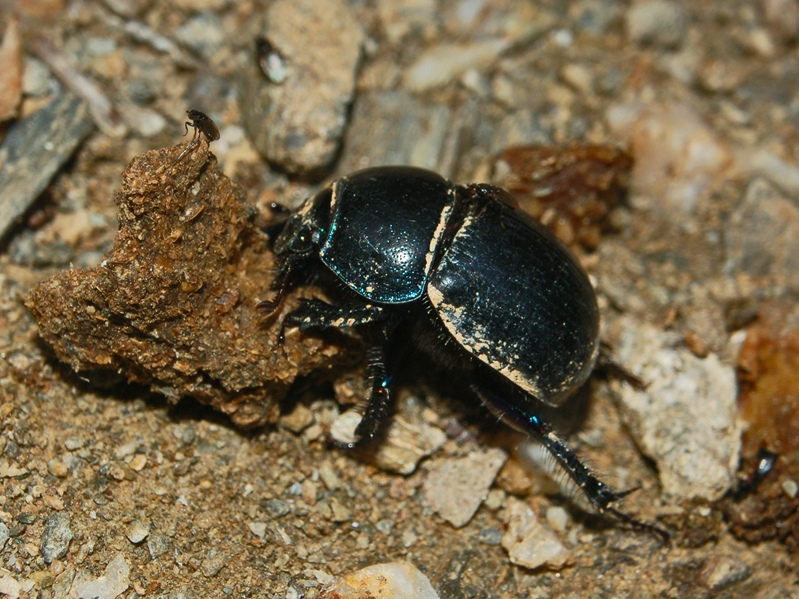
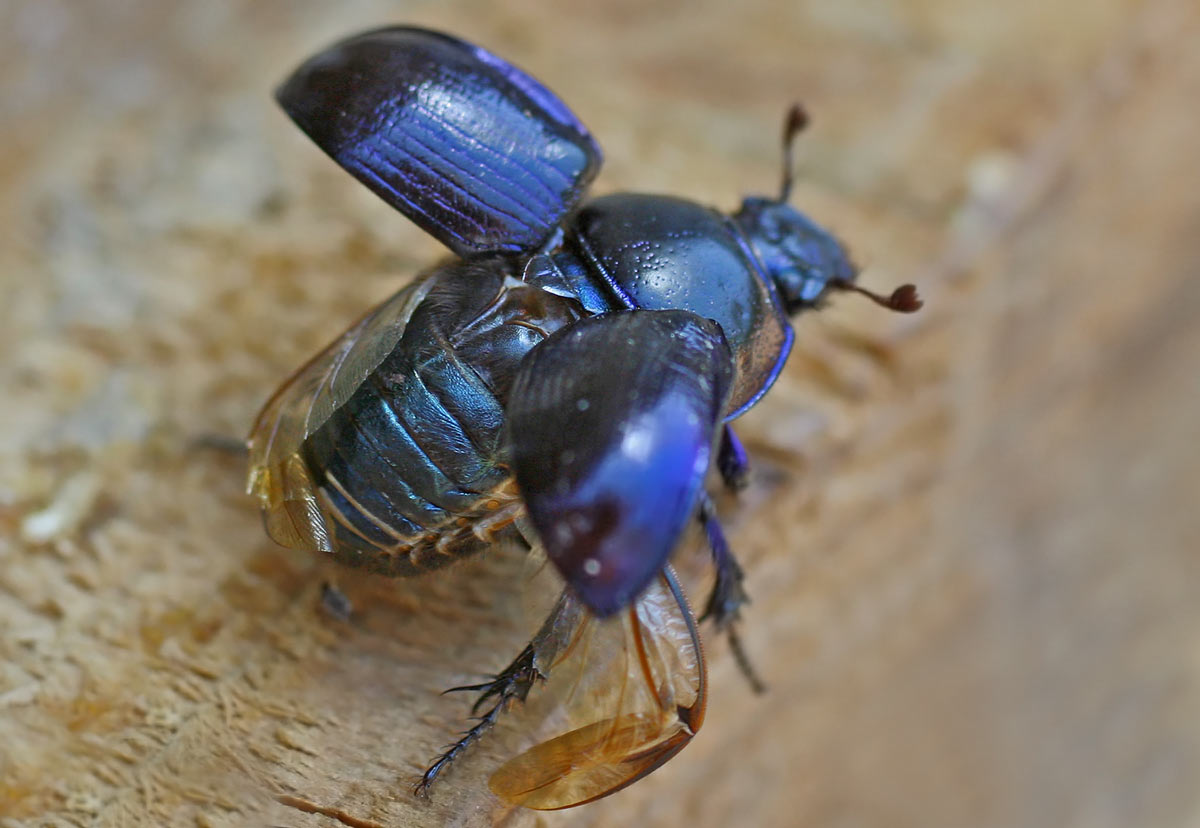
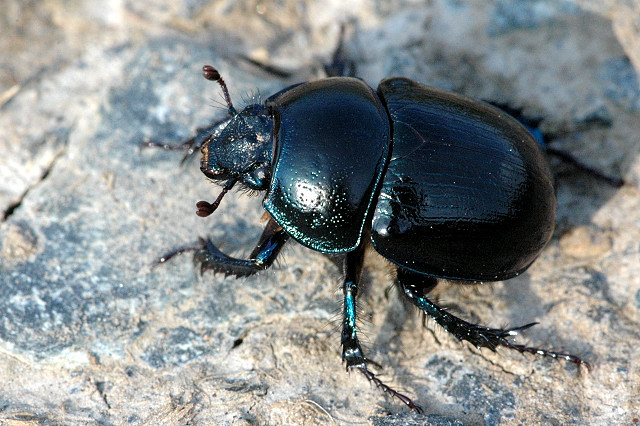